# 李柳身
李柳身（1957年10月—），男，河南武陟人，中华人民共和国政治人物。百泉农专（现河南科技学院）农学专业毕业，在职研究生学历。

## 生平
1981年3月参加工作。1984年12月加入中国共产党。1995年7月至1997年7月担任河南省罗山县委副书记，1998年12月调任郑州市副市长，此后，一直到2011年都在郑州市担任要职，2011年9月，被任命为洛阳市代市长。2012年1月，担任洛阳市市长。2015年3月，任河南省水利厅党组书记、厅长。